# Leptolaimus venustus
Leptolaimus venustus är en rundmaskart som beskrevs av Lorenzen 1972. Leptolaimus venustus ingår i släktet Leptolaimus och familjen Leptolaimidae. Inga underarter finns listade i Catalogue of Life.